# Saint-Aubin-Celloville
Saint-Aubin-Celloville – miejscowość i gmina we Francji, w regionie Normandia, w departamencie Sekwana Nadmorska.
Według danych na rok 1990 gminę zamieszkiwało 990 osób, a gęstość zaludnienia wynosiła 147 osób/km² (wśród 1421 gmin Górnej Normandii Saint-Aubin-Celloville plasuje się na 241. miejscu pod względem liczby ludności, natomiast pod względem powierzchni na miejscu 553.).